# Pidonia indigna
Pidonia indigna là một loài bọ cánh cứng trong họ Cerambycidae.